# Muntogna da Schons
Muntogna da Schons je obec ve švýcarském kantonu Graubünden, okresu Viamala. Leží v oblasti Schamserberg (rétorománsky Muntogna da Schons), asi 25 kilometrů jihozápadně od kantonálního hlavního města Churu. Zahrnuje bývalé samostatné obce Casti, Donat, Farden, Lohn, Mathon, Pazen a Wergenstein. Má přes 350 obyvatel.
Úředními jazyky obce jsou němčina a rétorománština. Vyučovacím jazykem školy je rétorománština (dialekt Sutselvich). V obci je pouze jedna základní škola (od roku 2020).

## Historie
Již v roce 1875 vytvořily Pazen a Farden politickou obec Patzen-Fardün a v roce 1923 se Casti a Wergenstein spojily v obec Casti-Wergenstein.
Od té doby bylo v obcích na Schamserbergu opakovaně na pořadu dne slučování obcí, ale několik projektů ztroskotalo. V roce 2003 se Patzen-Fardün sloučil s obcí Donath a sloučená obec dostala název Donat s romanizovaným pravopisem. Jména Pazen a Farden byla rovněž přizpůsobena rétorománštině. Dne 26. června 2020 se obyvatelé politických obcí Casti-Wergenstein, Donat, Lohn a Mathon vyslovili pro sloučení 85 procenty hlasů. V obcích Casti-Wergenstein a Lohn nebyl nikdo proti. Jasně opačný postoj byl pouze v Donatu, největší ze čtyř obcí, která jako jediná měla více než 60 obyvatel.
K 1. lednu 2021 se obce sloučily a vznikla nová politická obec Muntogna da Schons.

## Znaky místních částí

Casti-Wergenstein
Donat
Lohn
Mathon
Pazen-Farden